# Tritonussubstitution
| I denna artikel     |
| används tonnamnen   |
| Bess (B♭) och B.    |
| Se olika skrivsätt. |

Tritonussubstitution är en musikterm från harmoniläran, vilken behandlar de samklanger som uppstår när tre stämmor eller fler används. Tritonussubstitution avser en omharmonisering där ett ackord ersätts av ett annat ackord vars grundton ligger en tritonus (överstigande kvart eller förminskad kvint, sex halvtonssteg) över eller under originalackordets grundton. Ackordet som ersätts är oftast ett durackord färgat med en liten septima – ett dominantseptimackord. Detta ackord har en stark ledande effekt till ackordet vars grundton ligger en kvint ned, ackordet C7 är till exempel dominantseptimackord i tonarten F-dur. Det ersättande ackordet (tritonussubstitutet) fyller samma funktion som dominantseptimackordet i det harmoniska sammanhanget eftersom det innehåller samma ledtoner (se nedan). Tritonussubstitut kan användas för att variera klangen som kontrast till att använda ett tonartseget dominantackord men även för att modulera till andra tonarter. Tritonussubstitut är vanliga inom jazzmusiken, men blir vanligare även inom västerländsk konstmusik från 1700-talet och framåt. Inom konstmusiken kallas ett sådant ackord ibland ersättningsdominant. Ett tritonussubstituerat ackord skrivs Dalt med funktionsanalys och subV7 med steganalys.

## Gemensamma ledtoner vid tritonussubstitution

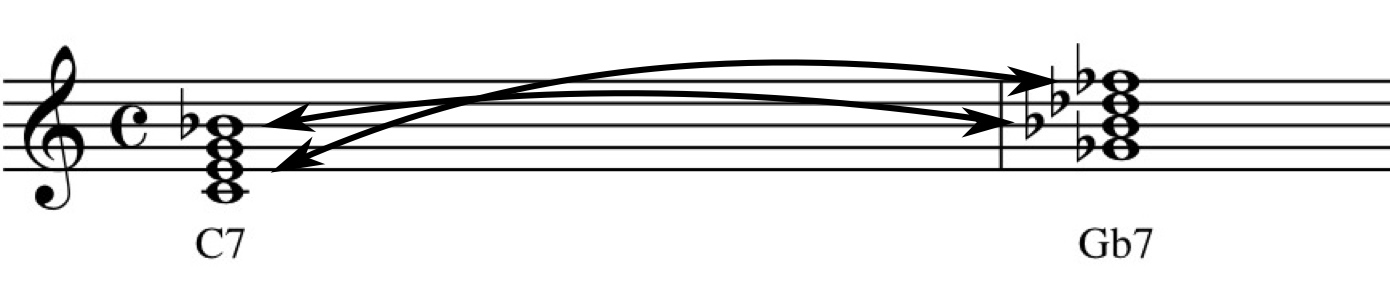
Ackorden C7 och G7 ligger på tritonusavstånd från varandra och delar tonerna e/fess och bess.

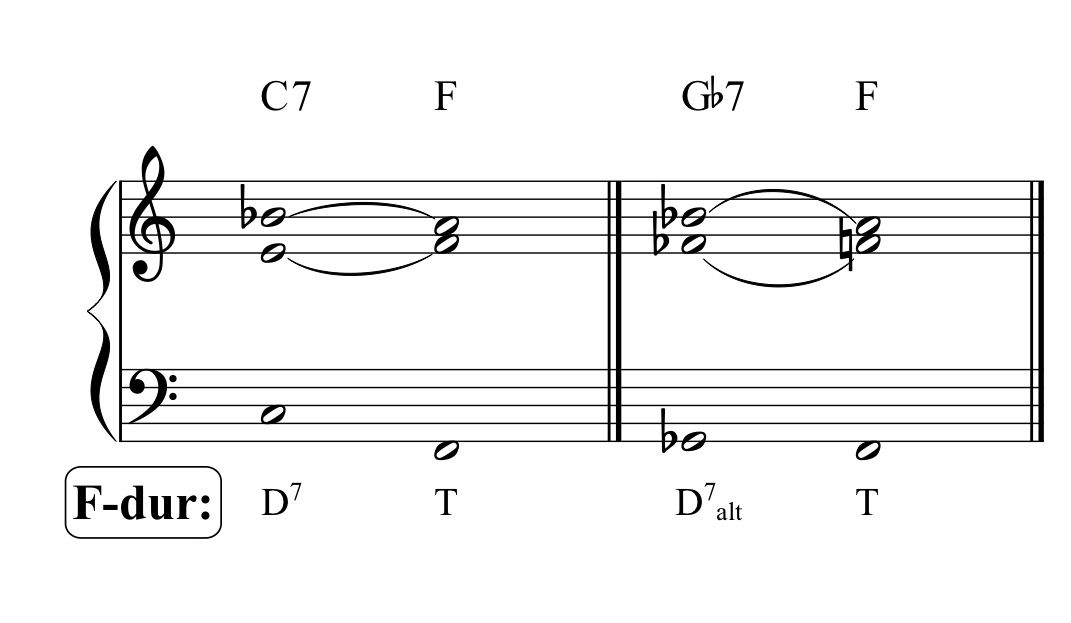
Gemensamma ledtoner i C7 och dess tritonussubstitut G7. Tonen e/fess leder till tonikaackordets grundton (f) och tonen bess leder till tonikaackordets ters (a).

En ledton är en ton som har en stark dragning till (det vill säga leder till) en annan ton, ett skalsteg över eller under. I ett dominantseptimackord är både tersen och septiman ledtoner. Intervallet mellan tersen och septiman i dominantseptimackordet är en förminskad kvint (tritonus), detta är ett dissonant intervall med stark ledtonsverkan. Tritonussubstitution är vanligast för dominantseptimackord på grund av att tritonussubstitutets ters är samma ton som dominantackordets septima, och tritonussubstitutets septima är samma ton som dominantackordets ters. Till exempel ligger ackorden C7 och G♭7 på tritonusavstånd från varandra och delar tonen e/fess, som är ters i C7 och septima i G♭7 (tonen fess är ett sänkt f, tonerna e och fess noteras olika men klingar som samma ton, detta kallas enharmonisk förväxling, se enharmonik). De delar också tonen bess, som är septima i C7 och ters i G♭7 (se illustration). Tonerna e/fess och bess bildar tillsammans ett tritonusintervall. I ett vanligt V7 – I-slutfall (till exempel C7 – F) leder dominantackordets (V7) ters till tonikaackordets (I) grundton (tonen e i C7-ackordet leder till tonen f i F-ackordet) och dominantackordets septima leder till tonikaackordets ters (tonen bess i C7 leder till tonen a i F). Eftersom en tritonus bestående av (enharmoniskt) samma toner förekommer i dominantseptimackordets (C7) tritonussubstitut (G♭7) så har detta ackord också samma ledtonsverkan till tonikaackordet (tonen fess i G♭7-ackordet leder till tonen f i F-ackordet och tonen bess i G♭7-ackordet leder till tonen a i F-ackordet).

## Exempel
I C-dur (I-ii7-V7-I):
C - Dm7 - G7 - C
C - Dm7 - D♭7(tritonussubstitut) - C

I C-dur (I-VI-II-V):
Cmaj7 - A7♯5 - Dm7 - G7
Cmaj7 - E♭7 (tritonussubstitut) - Dm7 - D♭7 (tritonussubstitut)

### Fotnoter
1. ↑  Jansson & Åkerberg (1995) s. 118-119, 145: Skriver om modulation.
2. ↑  Jansson & Åkerberg (1995) s. 112-119: Skriver om tritonussubstitut/ersättningsdominant och besläktade dominantackordackord med lågaltererad kvint inom västerländsk konstmusik, samt beteckning i funktionsanalys. s. 235: Beteckning i steganalys.
3. ↑  Jansson & Åkerberg (1995) s. 118.